# David Barguil
David Alejandro Barguil Assis (Cereté, 23 de junio de 1981) es un político colombiano de ascendencia siria. Miembro del Partido Conservador Colombiano, profesional en Finanzas y Relaciones Internacionales.
Barguil ha desempeñado varios cargos públicos, incluyendo una curul en la Cámara de Representantes en 2010 a 2018, y una curul como Senador de la República, en 2018 con 146 095 votos, obteniendo la cuarta votación más alta del país, la más alta de la costa Caribe y del Partido Conservador.
En 2014 fue elegido por unanimidad como presidente del Directorio Nacional del Partido Conservador, cargo que ocupó hasta diciembre del 2016, siendo el presidente más joven de la historia de esa colectividad, con 33 años en ese momento. Actualmente investigado por tráfico de influencias.
El 20 de octubre de 2021 se anunció su postulación a la presidencia de Colombia como precandidato del conservatismo, siendo ratificado por unanimidad como el candidato oficial del conservatismo para las elecciones presidenciales de 2022, en la Coalición por Colombia.

## Biografía
David Barguil nació en Cereté, Córdoba, el 23 de junio de 1981, en una familia de clase media de origen sirio. Fue criado por su madre, una maestra respetada del municipio, ante la completa ausencia de su padre. Estudió su educación básica en el colegio León de Greiff, donde estuvo becado todo el bachillerato. Dirigió la Organización Creativa Juvenil (OCJ) de su colegio y participó en un programa de televisión dirigido al público joven que se emitía por Telecaribe.
Barguil es profesional en Finanzas, Gobierno y Relaciones Internacionales de la Universidad Externado de Colombia; especialista en Derecho Contractual y Relaciones Jurídico Negociales de la misma universidad; becario del programa de Economía y Política de la Université de Montreal en Canadá. Al finalizar su carrera debía el triple en intereses al ICETEX de lo que le habían prestado. Precisamente, esa fue la primera ley que David presentó cuando ingresó al Congreso: la ley de cero intereses en el ICETEX para estudiantes de estratos 1, 2 y 3, priorizados en el Sisbén. Actualmente, esa ley sigue vigente y ha beneficiado a más de 700 mil estudiantes.
Es Magister en Gestión Pública de la Universidad de los Andes.  
Se ha desempeñado en distintos cargos como asesor del alcalde de Montería Marcos Daniel Pineda García; asesor del entonces representante a la Cámara, David Luna, durante su paso por el Concejo de Bogotá; y coordinador de los programas para el fortalecimiento de la Acción Comunal del Ministerio del Interior y de Justicia, hasta 2007.
Inició su carrera política en 2010 de la mano de la electora y congresista Nora García Bustos, quien apoyó su candidatura a la cámara de representantes por Córdoba, siendo elegido efectivamente en ese cargo.

### Trabajo en el congreso
- Autor de la sobretasa en el impuesto de renta que desde el 2020 deben pagar todas las entidades del sector financiero, iniciativa avalada por la Corte Constitucional en marzo del 2021.[11] De hecho, en el 2021 el senador Barguil propuso aumentar la sobretasa a los bancos para la construcción de vías rurales e infraestructura educativa en todo el país.[12]
- Coautor junto al senador Luis Fernando Velasco de la ley de Borrón y cuenta nueva en las centrales de riesgo que busca una amnistía para más de 8 millones de colombianos. La iniciativa fue aprobada en el Congreso en junio del 2020 y actualmente está en revisión de la Corte Constitucional por tratarse de una ley estatutaria. Los senadores han dicho que confían que para el mes de julio del 2021 entre en vigencia la ley.[13] Tanto la Procuraduría como la Defensoría del Pueblo han solicitado a la Corte que declaren exequible la ley de borrón y cuenta nueva, ya que es una segunda oportunidad para muchísimos ciudadanos que buscan recuperar su vida crediticia.[14]
- Autor de la Ley de Paquete de Servicios Bancarios Gratuitos[15] Esta norma obliga a los bancos del país a entregar una canasta o paquete de mínimo tres productos sin costo adicional por la cuota de manejo en cuentas de ahorros, tarjetas débito y tarjetas de crédito. Esta es la sexta ley del senador que busca un mayor equilibrio entre los usuarios y el sistema financiero.
- Autor de la Ley de costos financieros o Ley 1793 de 2016. Con esta ley se permite a los usuarios retirar la totalidad del dinero de sus cuentas de ahorros sin tener que dejar un saldo de $10.000. Después de 2 meses de inactividad de una cuenta, los bancos no pueden cobrar cuota de manejo. Rentabilidad mínima para todos los usuarios, sin importar el saldo que manejen en sus cuentas.[16]
- Autor de la Ley de precios transparentes o Ley 1748 de 2014. Esta ley tiene dos capítulos, el primero es el bancario en el cual se obliga a las entidades financieras a a informar la tasa de interés que se paga o recibe efectivamente y el Valor Total Unificado.[17] El segundo capítulo es el de pensiones, con el que los fondos privados y Colpensiones deben enviar un extracto anual a los empleados con el número de semanas cotizadas, los empleadores que lo han hecho y cuántas semanas les faltan para obtener la pensión. Además, desde octubre de 2016 se dio inicio a la doble asesoría, en la que los colombianos reciben asesoría de todas las administradoras del Sistema General de Pensiones, lo que les permite comparar los regímenes y elegir cuál les conviene más.[18]
- Autor de la ley de servicios financieros transaccionales o Ley 1735 de 2014. Se crearon las empresas especializadas en pagos electrónicos y se mejoró el inclusión financiera a través de productos financieros transaccionales, pagos giros y recaudos.[19]
- Autor de la Ley de Pago anticipado de créditos bancarios o Ley 1555 de 2012. Todos los colombianos pueden prepagar de forma total o parcial sus créditos de consumo, agropecuarios, comerciales y microcréditos sin ser multados. Los bancos liquidan los intereses el día que se hace el pago.[20]
- Autor de la Ley de topes o Ley 1430 de 2010: Algunos bancos cobraban más de $7.000 -incluso unos llegaron a cobrar más de $10.000- por los retiros en cajeros de otra entidad, pero gracias a esta norma se redujo esta tarifa a la mitad. Hoy en día estos retiros no pueden exceder los $5.200.[21]  Además, se prohibió la letra menuda de los contratos con los bancos.
- En el año 2013, Barguil denunció el acuerdo de precios y repartición del mercado que hicieron las empresas Holcim, Cemex y Argos. Por su debate de control político en el Congreso y denuncias ante los medios de comunicación, la Superintendencia de Industria y Comercio abrió investigación formal[22] cuatro años después y ratificó que el cartel del cemento sí existió. En 2017 multó a estas cementeras con más de 200.000 millones de pesos.[23]
- Proyecto de ley 161/2012 adoptado por la Comisión de Regulación de Comunicaciones (Resolución 4444/2014): Desde julio de 2014 se prohibieron las cláusulas de permanencia para la telefonía móvil. Los contratos deben pactarse de forma independiente, uno para la prestación del servicio y otro para la compraventa del equipo. Según la CRC, esta iniciativa se tradujo en ahorro para los usuarios.
- Reactivación del sector agropecuario (Ley 1731/2014): Creación del Fondo de Microfinanzas rurales. Eliminación de trámites por parte de FINAGRO para créditos de fomento en el sector agropecuario. Ampliación de la cobertura del crédito agropecuario para incluir actividades complementarias del proceso productivo en el sector. Fortalecimiento de los seguros agropecuarios con el fin de solventar la falta de oferta por parte del sistema financiero.
- Barguil se ha comprometido a derrotar al cartel de los insumos agrícolas para que bajen los precios de los insumos y fertilizantes[24]
- Vigencias futuras excepcionales (Ley 1483/2011): Vigencias futuras para financiar proyectos de infraestructura, energía y telecomunicaciones; gasto público social en educación, alud, agua potable y saneamiento básico.
- Control a las EPS y las demás entidades de salud (Proyecto de ley 247/2017): Se calificará el nivel de desempeño y calidad de estas entidades. Se evalúa: 1. Tiempo de espera para asignación de citas médicas, 2. Tiempo transcurrido en la atención de consulta de urgencias, 3. Número de quejas ante la Superintendencia de Salud, 4. Número de tutelas falladas en contra de la entidad. Las empresas con lo más bajos indicadores de calidad serán multadas hasta con 3 mil 600 millones de pesos. El dinero recaudado con las multas se destinará al Fondo de Recursos de la Calidad en Salud.
- Mejoramiento de la calidad de vida de niños y jóvenes del ICBF (Proyecto 023/2016): Se mejorará el acceso a salud, educación y aumentará su participación en escenarios culturales y deportivos. Se garantizará que los jóvenes que cumplan la mayoría de edad bajo protección del Bienestar Familiar, continúen vinculados al Sistema de Seguridad Social hasta los 25 años. Además, se priorizará su acceso a programas especializados para el ingreso al mercado laboral.
- Barguil lideró en el Congreso la aprobación del proyecto de ley que reduce el aporte en salud del 12 al 4% para los jubilados de Colombia. "El presidente Juan Manuel Santos había hecho esa promesa en campaña y la incumplió rechazando el proyecto que había sido aprobado en el legislativo. Nosotros sí le cumplimos a los pensionados del país", aseguró el representante en diciembre de 2017.[25]
- Hace más de 7 años, David Barguil creó la plataforma web http://defensordetubolsillo.com/ que lucha contra el atropello financiero del que son víctimas millones de colombianos. El portal ha recibido más de 3 millones de consultas [cita requerida] sobre servicios financieros, fondos de pensiones, habeas data, telefonía móvil, seguros, entre otros. En dicha web se puede encontrar: top de los abusos, información detallada sobre as tarifas de los 24 bancos del país, sección especial sobre las denuncias frente a los abusos de Electricaribe, y vigilancia estricta del cumplimiento de la Ley de Costos Financieros.
- Creador del Pacto por la Reactivación Económica. Es un pacto que invita a los sectores productivos del país como los bancos, las empresas agrícolas, cementeras, medicamentos y telefonía móvil, para reducir los cobros excesivos en sus productos y servicios, para aportar a la reactivación de la economía [cita requerida]. Se realizó un plantón en Asobancaria, solicitándole a la entidad y a los 24 bancos del país que se implementara una política de gratuidad en algunos de los servicios [cita requerida]. Colpatria fue el primero en unirse al pacto, dando gratuidad en varios de sus servicios. El Fondo Nacional del Ahorro bajó sus tasas de interés alrededor de un 3% y Helm Bank también se unió a este pacto.

Inició en la política desde muy joven en el Partido Conservador. Presidió las juventudes conservadoras y apoyó las candidaturas de la colectividad. Fue coordinador de los programas para el fortalecimiento de la Acción Comunal del Ministerio del Interior y se desempeñó como profesor asistente de ciencias económicas en la Universidad Externado. 
Junto a un grupo de jóvenes lideró en Montería un movimiento político que transformó la ciudad y la convirtió en una capital líder en desarrollo sostenible y amigable con el medio ambiente. Como asesor de la alcaldía logró cambios radicales en indicadores de educación, calidad en servicios de salud, transformación urbanística y desarrollo social que hoy son modelos para otras entidades territoriales en el país.

### Dirección del conservatismo
En 2014, Barguil fue elegido como Director del Partido Conservador el 27 de agosto de ese año, y ya que contaba con 33 años en ese momento, se convirtió en el director del partido más joven de la historia. Estuvo en ese cargo simbólico hasta el 27 de diciembre de 2016, cuando fue reemplazado por Hernán Andrade.
Meses antes de su elección en la dirección del conservatismo, fue jefe de campaña de la conservadora Marta Lucía Ramírez, pero el poco apoyo del partido a su candidatura presidencial y la adhesión a la campaña del uribista Óscar Iván Zuluaga (quien fue derrotado por el presidente Juan Manuel Santos), afectaron la aspiración presidencial de Ramírez.
Durante su gestión apoyó las candidaturas locales de su partido en las elecciones de 2015, donde el conservatismo se convirtió en el segundo partido en esos comicios. También llevó al partido a alinearse con el gobierno en el plebiscito de 2016, que buscaba refrendar los acuerdos de paz con las FARC de mediados de ese año, pero el gobierno perdió el pulso por un margen muy estrecho.

### Candidatura presidencial
El 20 de octubre de 2021, Barguil anunció sus intenciones de aspirar a la presidencia por el Partido Conservador, y fue ratificado como único candidato de ese partido el jueves 4 de noviembre de 2021, por decisión unánime del directorio conservador.  El Partido Conservador se une a la coalición Equipo por Colombia para decidir qué candidato apoyar de caras a las Elecciones Presidenciales
En la consulta realizada el 13 de marzo del 2022, junto a las Elecciones legislativas de ese año, Barguil queda tercero, detrás de Federico Gutiérrez y Alex Char Con lo cual terminan sus aspiraciones presidenciales para ese periodo.

### Controversias
El 16 de mayo del 2019 el Consejo de Estado admitió la demanda de pérdida de investidura en contra del senador por supuesto ausentismo, esta demanda fue desestimada en febrero del 2022, la Corte Constitucional archivó la indagación preliminar ya que no procedía y desestimó las denuncias contra Barguil.

## Familia
David es hijo del ingeniero José Barguil y de Amina Assis, una maestra de escuela. De acuerdo con el propio Barguil, su madre terminó su relación sentimental con su padre por los problemas de drogodependencia de José. Fue así como Barguil recibió la crianza de su madre, y pese a esto, Barguil tuvo contacto con su padre años después.

### Matrimonios
Bargil contrajo matrimonio el 12 de febrero de 2016 con la historiadora del arte y curadora María Paz Gaviria Muñoz, actual directora de la feria ArtBo, un importante evento artístico en Colombia. El matrimonio terminó durante las elecciones de 2018, donde Barguil fue elegido senador.
María Paz, su exesposa, es la hija menor del expresidente liberal César Gaviria Trujillo y hermana del político liberal Simón Gaviria Muñoz.
En 2019 se casó con María Victoria Ramírez Aljure, con quien tiene una hija de nombre Fadiah Barguil Ramírez.